# August Friedrich Schweigger
August Friedrich Schweigger (8. září 1783 Erlangen – 28. července 1821 Agrigento) byl německý přírodovědec.

## Život a kariéra
Schweigger byl bratr Johanna Salomona Christopha Schweiggera. Studoval medicínu, botaniku a zoologii. Po pobytu v Berlíně (1804) a Paříži (1806) se v roce 1809 stal profesorem botaniky a medicíny na univerzitě v Königsbergu.
V roce 1821 byl zavražděn během exkurze na Sicílii. Kurt Sprengel na jeho památku pojmenoval rostlinný rod Schweiggeria Spreng. z čeledi Violaceae.

## Dílo
- Specimen flora erlangensis, 1805
- Kranken- und Armenanstalten in Paris, Bayreuth: Lübeck, 1809
- Beobachtungen auf naturhistorischen Reisen, Berlín, 1819
- Handbuch der Naturgeschichte der skelettlosen ungegliederten Tiere, Lipsko, 1820
- De plantarum classificatione naturalis, 1821